# Maladie de Tay-Sachs
 Mise en garde médicale
La maladie de Tay-Sachs, aussi appelée idiotie amaurotique familiale (en d'autres termes : déficit intellectuel sévère et cécité héréditaires) est une maladie génétique lysosomale du groupe des lipidoses à transmission autosomique récessive. C'est une maladie neurodégénérative incurable due à l'absence de l'enzyme hexosaminase A, ce qui entraîne une accumulation de ganglioside GM2 dans les lysosomes des neurones.
Il existe trois formes :
- Forme infantile

Elle apparaît chez le nourrisson entre trois et six mois, et son évolution est inéluctable. L'enfant commence à montrer des signes de faiblesse et de perte musculaire avec une hypotonie. Il perd l'équilibre et, ne pouvant plus supporter le poids de sa tête, son corps a tendance à basculer. L'enfant ne peut plus ni se tenir droit ni s'asseoir correctement. Il ne peut plus ramper ou tourner sur lui-même. Il perd la dextérité nécessaire pour manipuler des objets, tenir un ustensile ou manger seul. Entre douze et quinze mois, sa déglutition devient difficile. Il peut s'étouffer avec les aliments solides ou les liquides. Il est très sensible aux bruits, qui entraînent chez lui une grande nervosité. Des spasmes et des convulsions apparaissent ; l'enfant est sujet à des crises d'épilepsie. On remarque que vers huit à dix mois, l'enfant allongé a tendance à adopter la position dite « en grenouille » avec ses cuisses. Sa vue peut s'affaiblir au point qu'il peut devenir aveugle vers 18 à 22 mois.
Le décès de l'enfant survient entre deux et cinq ans. Dans des cas exceptionnels, des enfants ont dépassé l'âge de huit ans.
- Forme juvénile

Elle débute entre 2 et 6 ans par des troubles du comportement, une faiblesse musculaire, des signes d'ataxie. Sa progression est plus lente que la forme infantile.
- Forme adulte

Elle commence après 10 ans, mais le diagnostic peut être posé tardivement, à l'âge adulte. Elle présente les mêmes signes que la forme juvénile, avec parfois un tableau de psychose maniaco-dépressive.
La maladie est nommée d'après l'ophtalmologue anglais Warren Tay qui a décrit le premier la tache rouge sur la rétine de l'œil en 1881, et le neurologue américain Bernard Sachs de l'Hôpital Mont Sinaï, New York, qui a décrit en 1887 les modifications cellulaires liées à la maladie et a constaté sa prévalence plus élevée dans la population juive originaire d'Europe occidentale (Ashkénaze), liée aux mariages consanguins.

## Thérapie génique
Début 2022 des traitements par thérapie génique commencent à être développés.

## Sources
- (en) Online Mendelian Inheritance in Man, OMIM (TM). Johns Hopkins University, Baltimore, MD. MIM Number:272800
- (en) GeneTests: Medical Genetics Information Resource (database online). Copyright, University of Washington, Seattle. 1993-2005